# Hylarana
Hylarana (лат.) — род бесхвостых земноводных из семейства настоящих лягушек. В самостоятельный род выделен в 2005 году, ранее включался в род Rana в качестве подрода.

## Описание
Размер представителей рода колеблется от 3 до 8 см. Голова небольшая, морда, как правило, заостренная. Глаза среднего размера, у некоторых видов выпуклые. Зрачки округлые. Туловище стройное. Пальцы довольно длинные (особенно второй), без плавательных перепонок. Окраска преимущественно салатного, зелёного, оливкого или коричневого цвета со светлыми оттенками. Вдоль боков проходят полосы разных цветов: от коричневого до жёлтого и бежевого.

## Образ жизни
Обитают в стоячих водоёмах, прежде всего в болотах, прудах и старицах. Активны ночью. Питаются различными беспозвоночными.

## Распространение
Ареал рода охватывает Никобарские острова, полуостров Таиланд, острова Суматра, Ява, Калимантан, архипелаг Сулу и остров Палаван.

## Классификация
На октябрь 2018 года в род включают 4 вида:
- Hylarana erythraea (Schlegel, 1837) — Красноухая лягушка
- Hylarana macrodactyla Günther, 1858 — Большепалая лягушка
- Hylarana taipehensis (Van Denburgh, 1909)
- Hylarana tytleri Theobald, 1868 — Двухполосая лягушка

## Фото

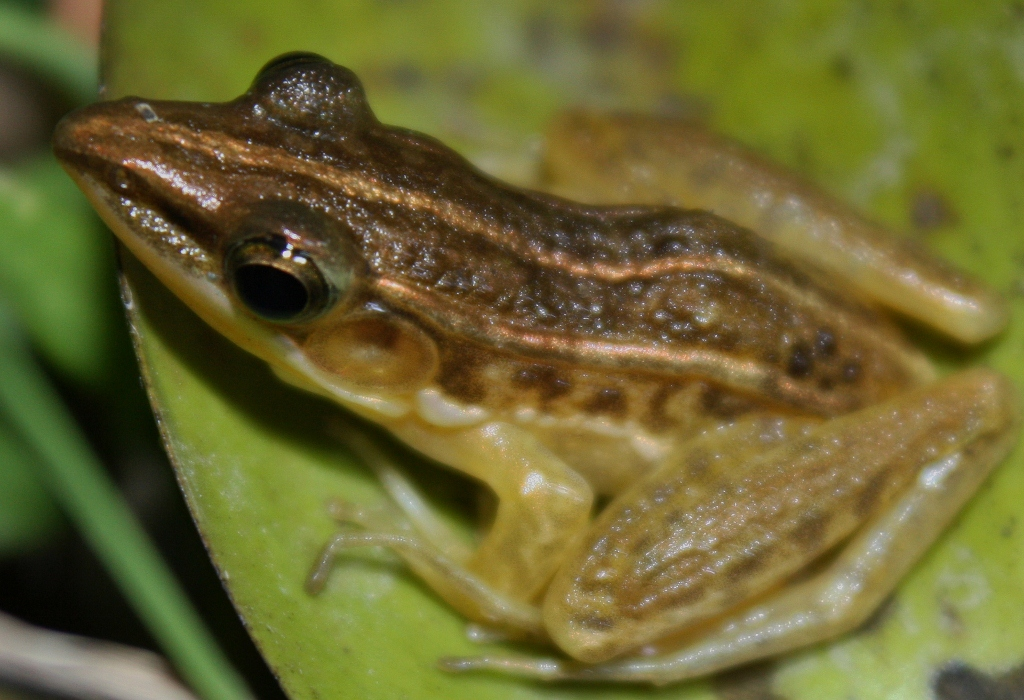
Большепалая лягушка
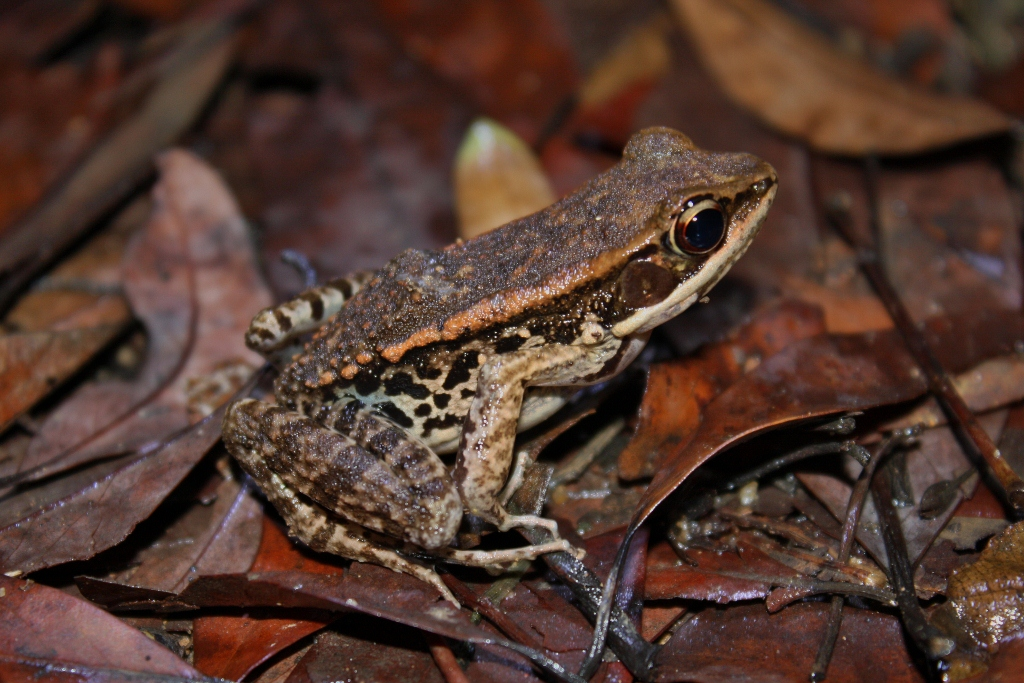
Лягушка Латуша
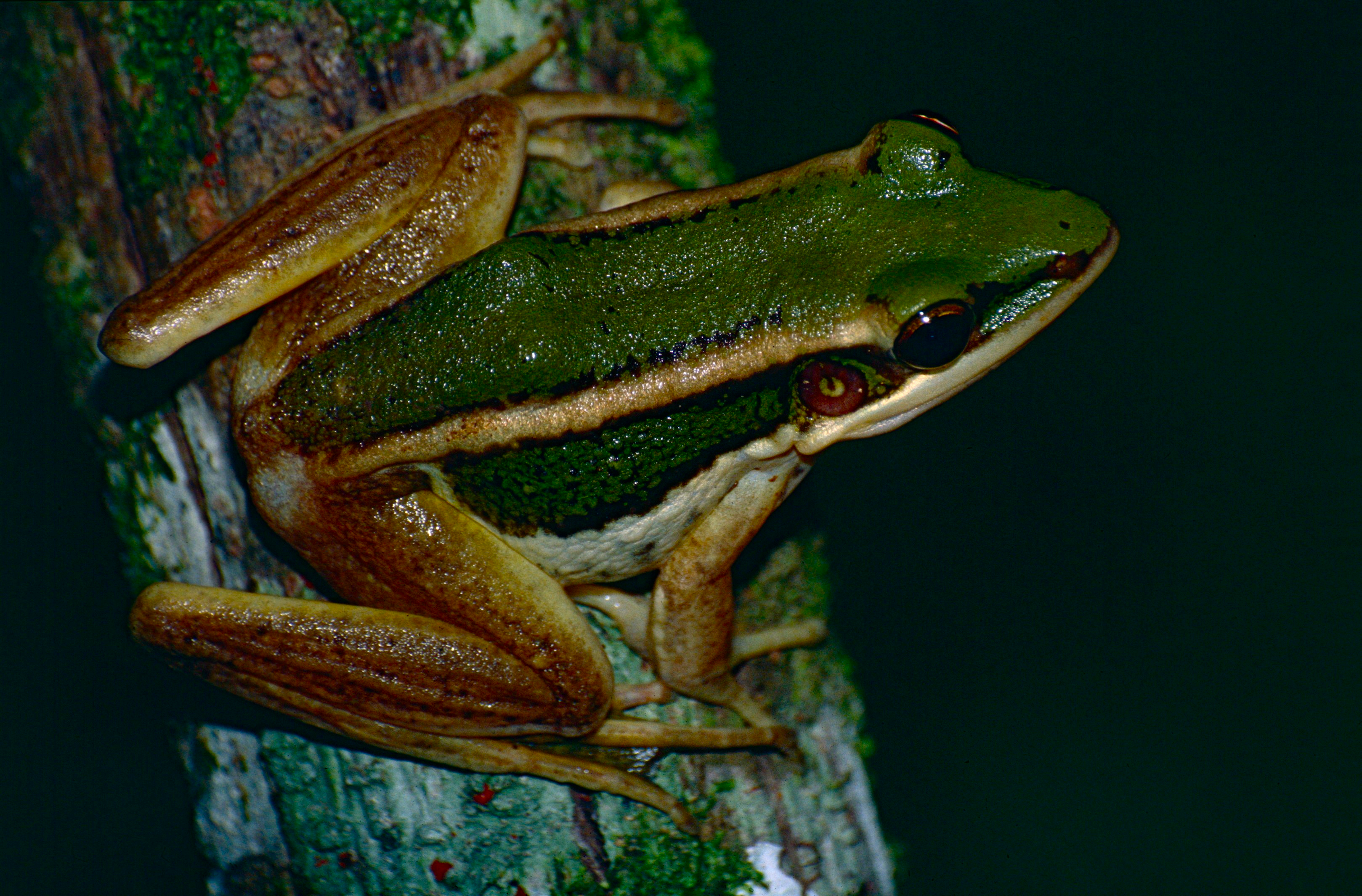
Красноухая лягушка
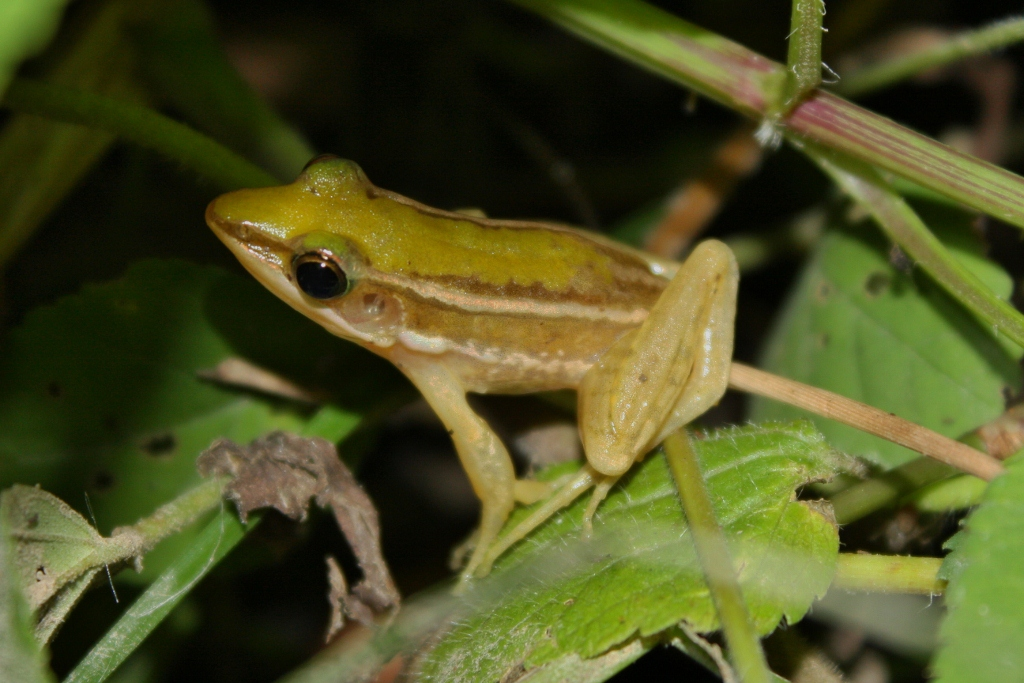
Hylarana taipehensis